# Плещеєво
Плеще́єво (рос. Плещеево) — присілок у складі Подольського міського округу Московської області, Росія.

## Населення
Населення — 59 осіб (2010; 40 у 2002).
Національний склад (станом на 2002 рік):
- росіяни — 100 %